# François Sébastien de Croix de Clerfayt
François Sébastien Charles Joseph de Croix, comte de Clerfait, ou Clerfayt, ou encore Clairfait, né le 14 octobre 1733 au château de Bruille à Waudrez, Hainaut (Pays-Bas autrichiens) et mort le 21 juillet 1798 à Vienne (Autriche), est un officier autrichien de l'armée du Saint-Empire. 
Il fut feld-maréchal du Saint-Empire.

## Biographie

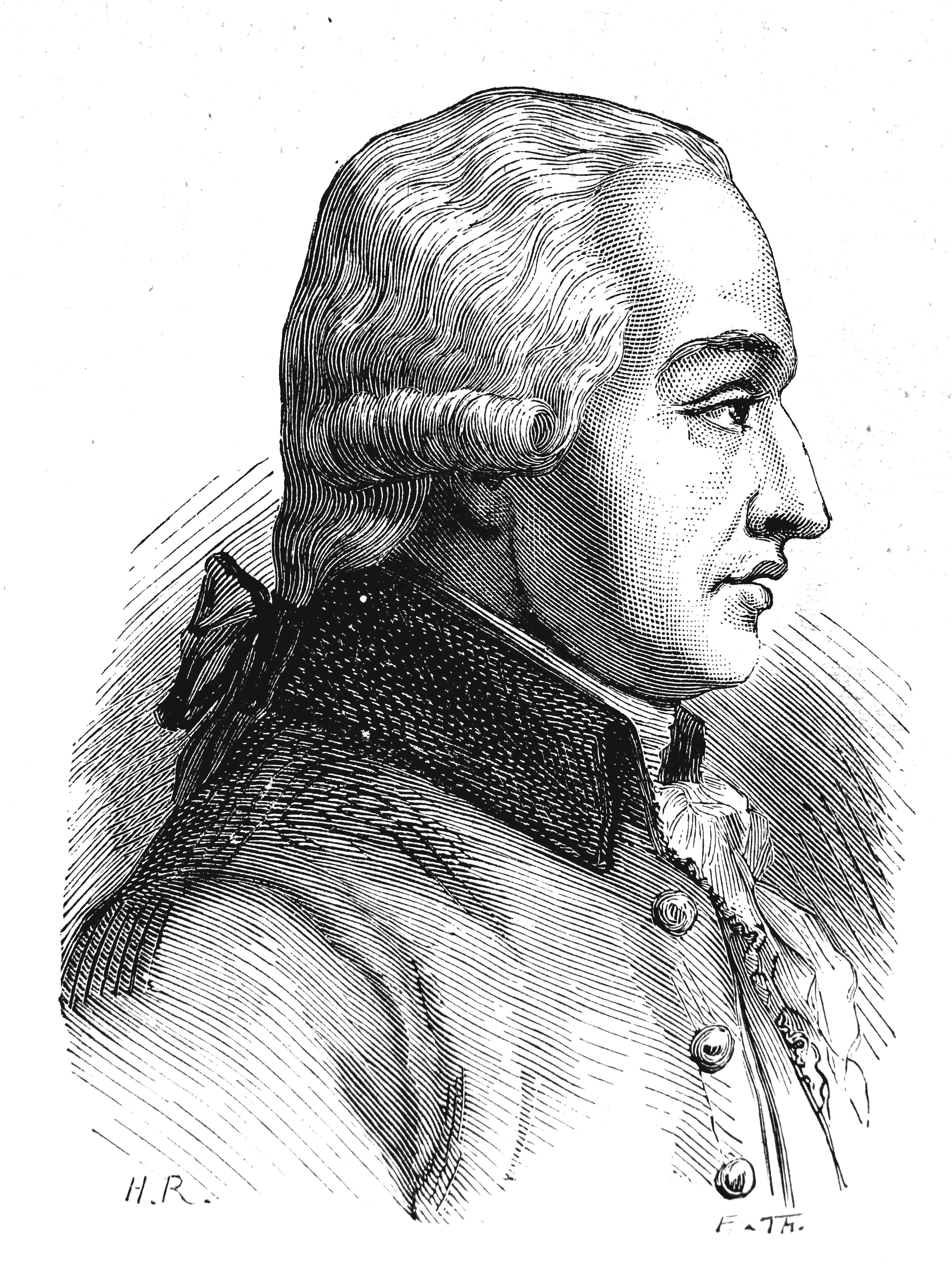
Clerfayt (Album du Centenaire)

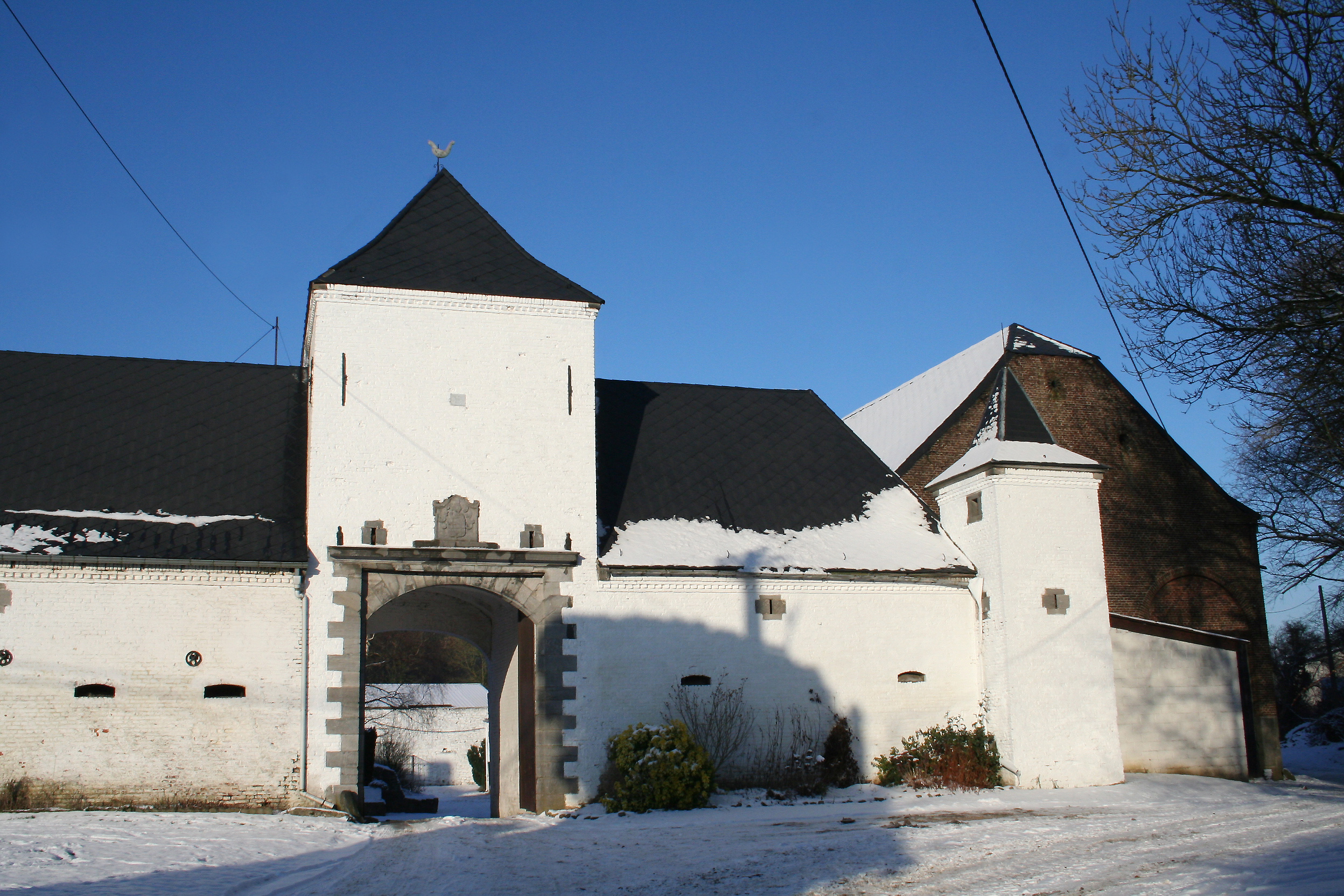
Ancienne ferme du château de Clerfayt à Waudrez

Clerfayt se distingue dans la guerre de Sept Ans et dans celle contre les Turcs en 1788 et 1789.
Il prête allégeance à la Monarchie de Habsbourg. Mis à la tête d'un corps de 12 000 Impériaux pour attaquer la France de concert avec l'armée prussienne en 1792, il entre en Champagne, s'empare de Stenay, et fait une savante retraite après la bataille de Jemmapes.  
En 1793, il fait lever le siège de Maastricht, sort victorieux de la bataille de Neerwinden et s'empare du Quesnoy. En octobre 1793, il commande les troupes impériales lors de la bataille de Wattignies. 
Chargé de défendre la Flandre-Occidentale, Clerfayt est vaincu par Pichegru le 29 avril 1794 à Mouscron et le 13 juin à Hooglede ; il l'est encore par Jourdan à la bataille de Sprimont, puis à la bataille d'Aldenhoven le 12 octobre.
En 1795, il force successivement trois armées françaises à se retirer devant lui, et délivre la forteresse de Mayence assiégée par l'une d'elles. Après avoir conclu un armistice avec la République française, il retourne à Vienne, où il meurt le 18 juillet 1798.
Jules Verne le mentionne à de nombreuses reprises dans son roman Le Chemin de France.